# Робіне Тестар
Робіне Тестар (фр. Robinet Testard бл. 1450, Пуатьє (?) — після 1531, Коньяк) — французький художник-мініатюрист зламу XV–XVI ст.

## Історія вивчення
В XIX столітті загострився інтерес до вивчення усіх попередніх здобутків мистецтва без підтримки панівних до цього настанов вивчати тільки добу Відродження чи західноєвропейської античності.
У Франції на хвилі вивчення середньовіччя пройшло розгалуження мистецтва середньовіччя і раннього відродження. Серед художників тої доби був відомий Майстер Карла Ангулемського. Сам художник був придворним у графів Ангулемських. Французький мистецтвознавець Поль Дюрр'є (Paul Durrieu) запропонував 1894 року поєднати умовно названого Майстра Карла Ангулемського із художником Робіне Тестаром.

## Дещо про графа Карла Ангулемського

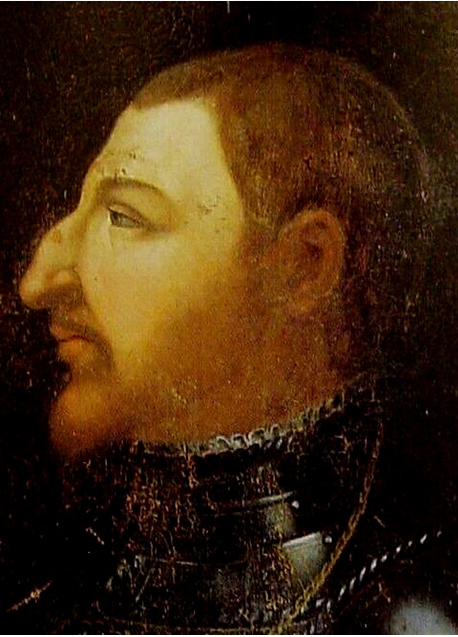
Портрет Карла Ангулемського у профіль.

Карл Ангумемський або Карл Орлеанський (1459—1496) був другим сином графа Жана Ангулемського та Маргарити де Роган. В історії він відомий як батько майбутнього короля Франції Франциска І (1494—1547). Придворним художником і камердинером і рахувався у графа Робіне Тестар.

## Пунктир біографії
Збережені бухгалтерські книги графа, згідно з якими художник Робіне Тестар працював на замовлення Карла Ангулемського (у період 1473—1487 рр.) у місті Коньяк і створював мініатюри в рукописах. Окрім того, до його обов'язків входила також реставрація пошкоджених мініатюр та відновлення ініціальних літер, котрі також мали орнаменти або маленькі мініатюри.
Після смерті Карла Ангулемського у 1496 році художник був залишений при графському дворі й перейшов на службу до удови графа Луїзи Савойської (1476—1531). Офіційно мати Франциска І номінально була головою уряду до подорослішання сина Франциска. У роки полону Франциска І вона стала регентшею офіційно до пори визволення сина-принца. Серед останніх документів, у яких згадано художника, відомість від 1531 року, коли король Франциск І виплатив художникові вісімдесят ліврів з нагоди смерті власної матері (платня за поховальний декор ?).

## Художня манера

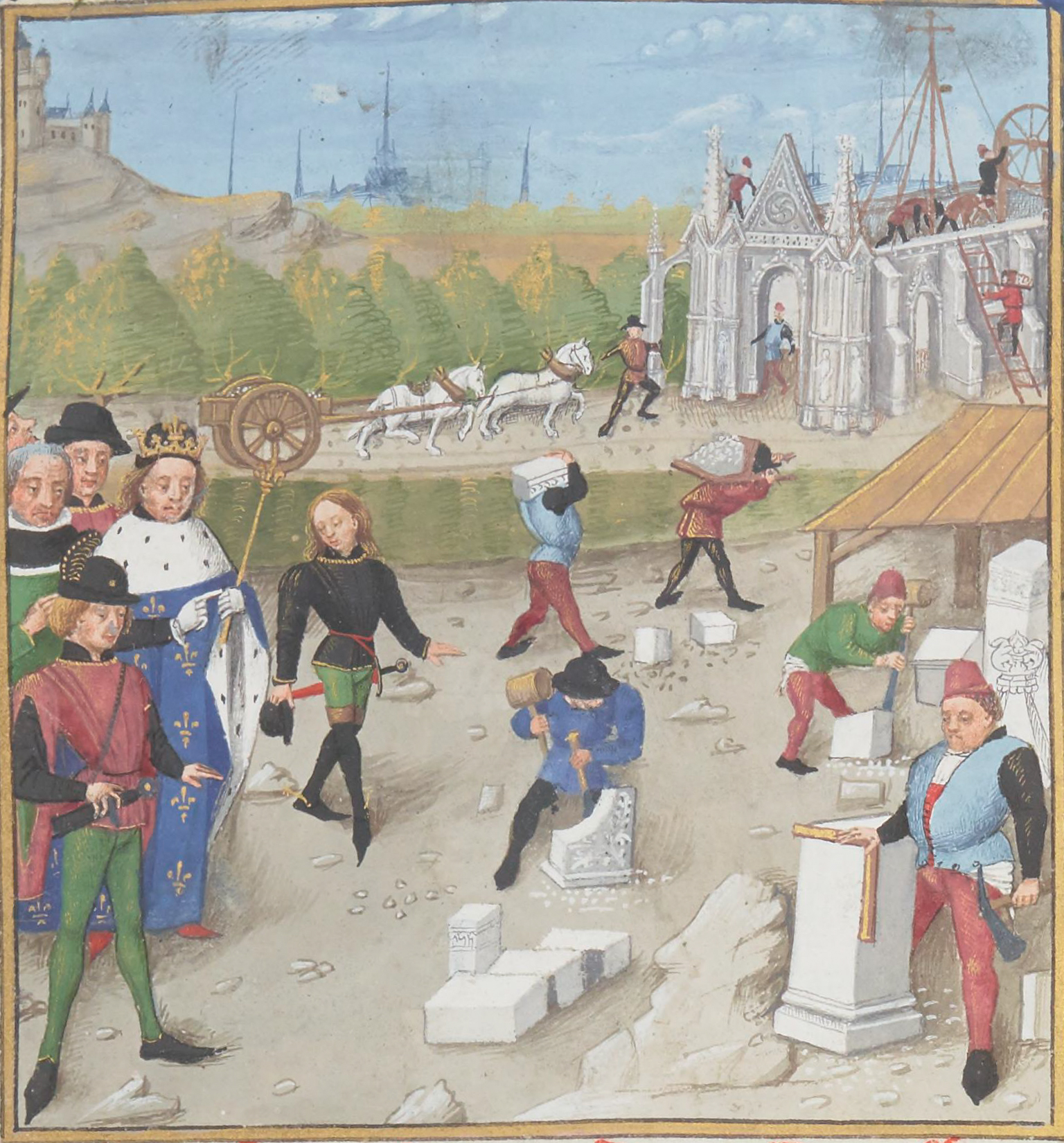
Робіне Тестар і майстерня. «Дагобер відвідує будівництво готичного храму у Сен-Дені».

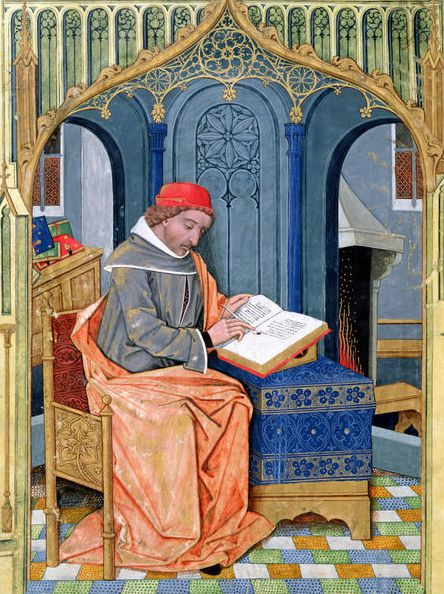
Робіне Тестар і майстерня. «Майстерня монастирського переписувача»

За релігійними настановами європейського середньовіччя майстер, що виробляв щось руками, мимоволі змагався з Богом, вищим творцем світу. Майстер також відповідав за якість виробленого твору перед самим Богом, що спокутувало його гріх. Для грізного християнського Бога все було видно, тому майстер мав право не підписувати власних творів. Практика не підписувати власні твори тривала декілька століть, коли почала відходити в добу раннього відродження, коли почало зростати відчуття власної гідності у християнина.
Робіне Тестар працював у перехідну добу від пізнього французького середньовіччя до раннього французького відродження. При створенні мініатюр він і дотримувався практики не підписувати жодну із власних картин у рукописах. Аналіз його творів (частково наведений у бухгалтерських книгах графів Ангуемських) доводить, що Тестар знав про художні досягнення інших майстрів, серед котрих був і Андреа Мантенья. Відомо, що французький майстер з середньовічною свідомістю навіть намагався копіювати сюжети друкованої графіки, що складними шляхами потрапляли до Франції. Іноді з міркувань економії зусиль він або помічники його майстерні вміщували у французьких рукописних книгах друковану графіку інших майстрів, розфарбовану від руки.
Античні сюжети вже були відомі майстру («Немовля Геракл, що придушив зміїв, насланих на нього ревнивою дружиною бога Зевса Герою»). Але всю сцену Робіне Тестар переновив у середньовічне середовище. Він так і залишився на порозі від французького середньовіччя до відродження.
Стилістика італійського відродження прийде у Францію із запрошеними майстрами з Італії, що вже пройшли етапи раннього і високого відродження і дійшли до маньєризму. Всю суміш цих стилів і побачить містечко Фонтенбло, що стрімко стане центром ренесансного мистецтва у Франції на найближче століття. Саме маньєризм з його культом віртуозного малюнка і вишуканим аристократичним мистецтвом і будуть формувати нову національну культуру Франції у XVI ст. Старий Робіне Тестар міг лише побачити перші паростки цієї нової національної культури, що розквітне пишним цвітом при дворі короля Франциска І. Серед творців цієї нової культури його не було.

## Галерея збережених творів

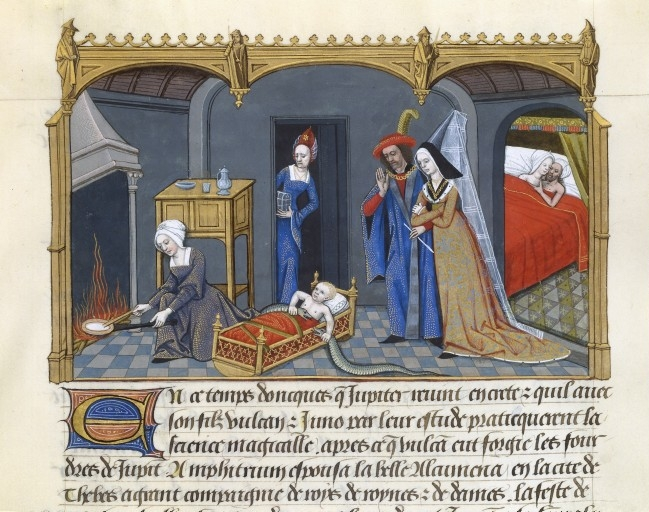
Робіне Тестар і майстерня. «Малий Геракл душить змій, насланих до нього ревнивою богинею Герою»

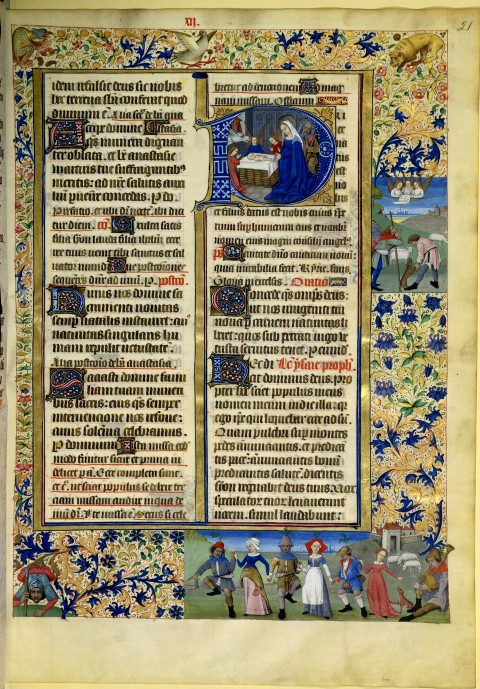
Робіне Тестар і майстерня. Сторінка міссала з побутовими сценами,  Національна бібліотека Франції.
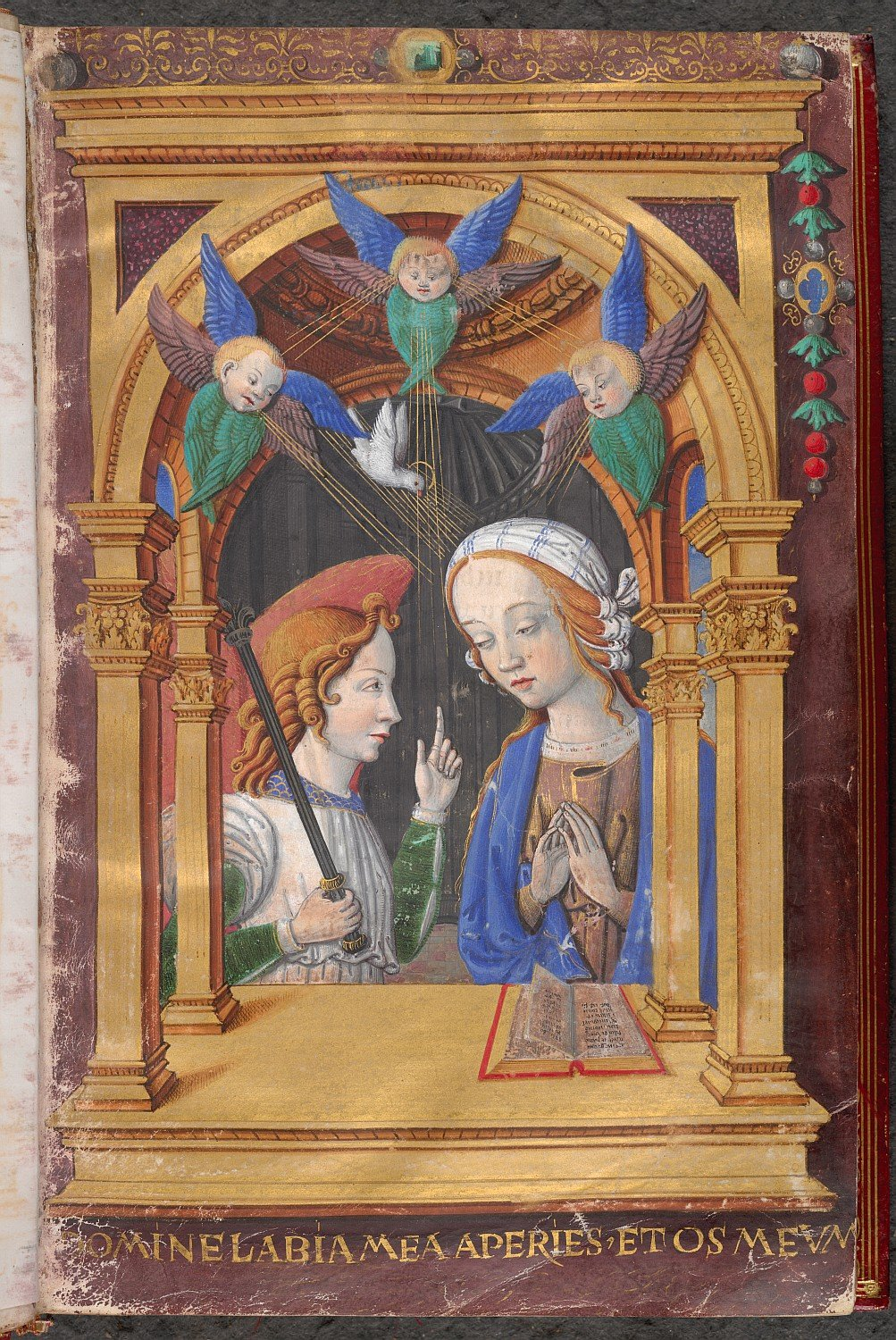
Робіне Тестар і майстерня. «Благовіщення»,  Національна бібліотека Франції. Британська бібліотека
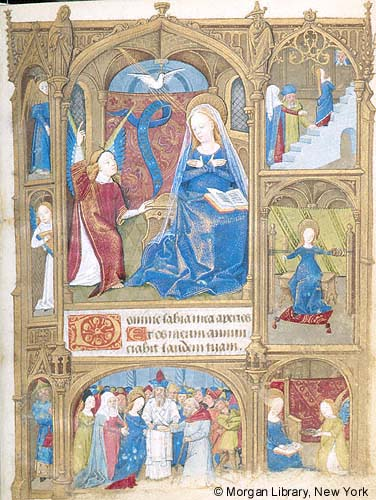
Робіне Тестар і майстерня. «Сцени з житія Богородиці», Бібліотека і музей Моргана, США
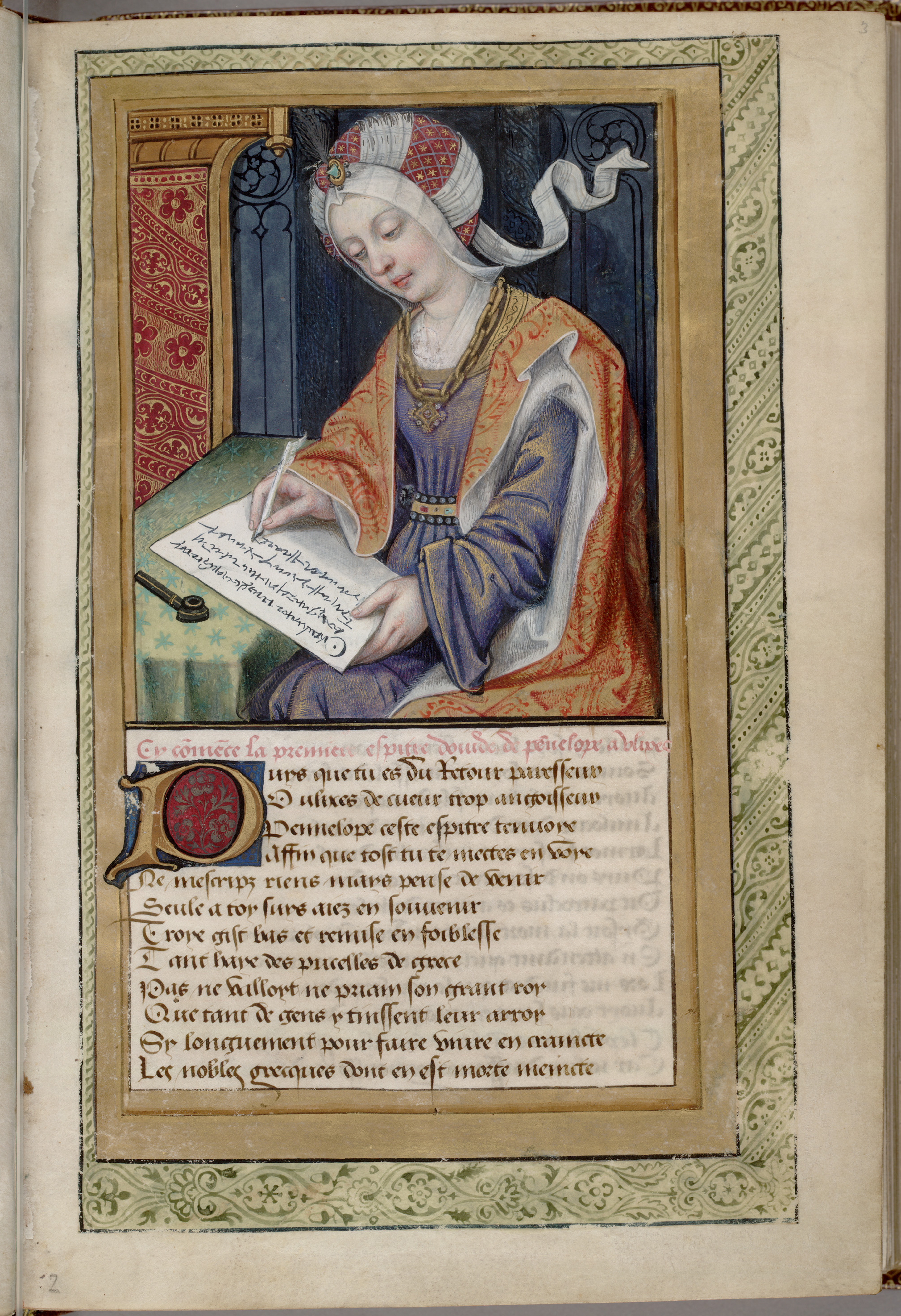
Робіне Тестар і майстерня. Умовний портрет Пенелопи. Мініатюра до твору Овідія «Листування героїнь минулого». Хантінтонзька бібліотека
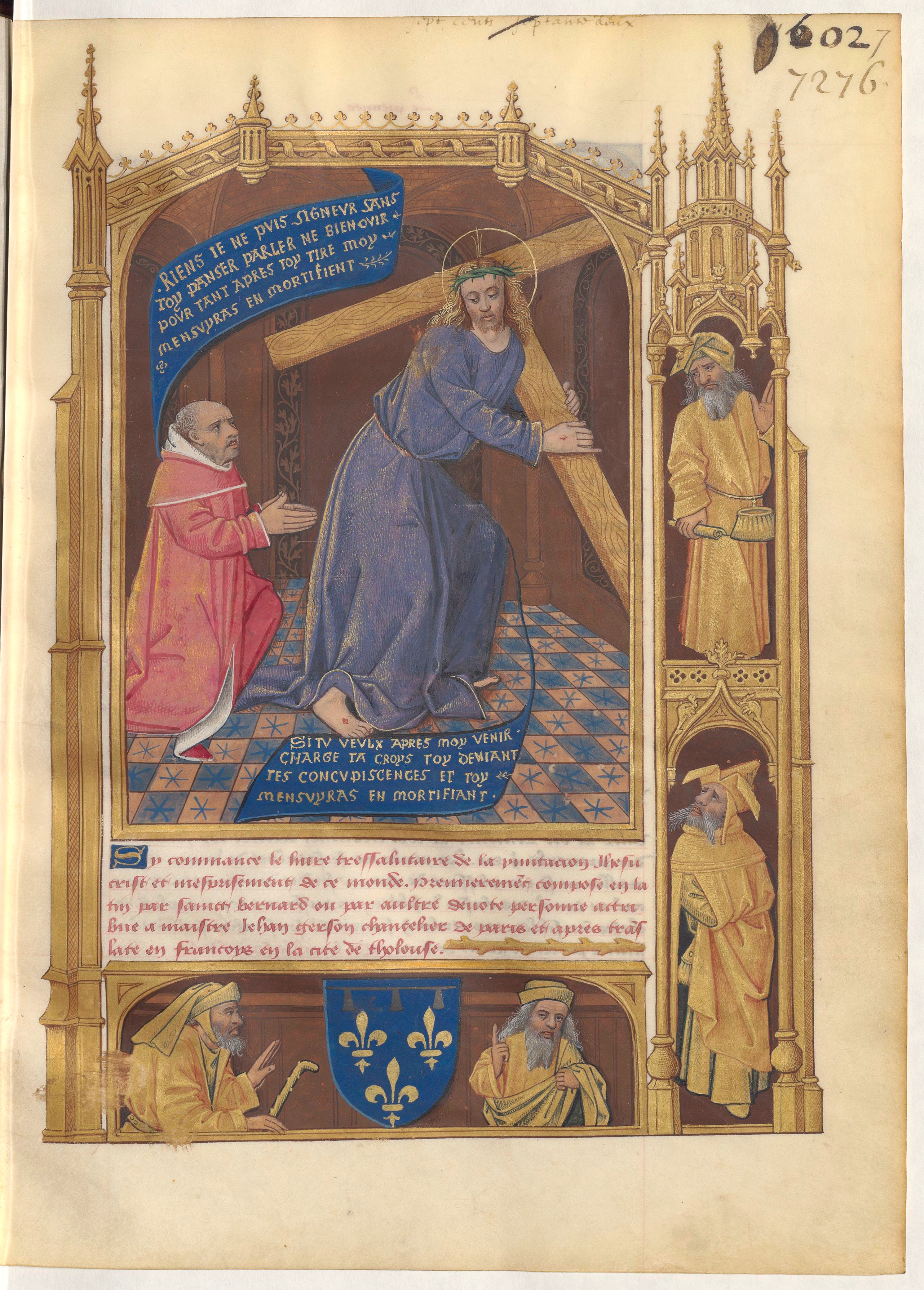
Робіне Тестар і майстерня. Шлях на Голгофу (Христос і св. Бернард), Національна бібліотека Франції
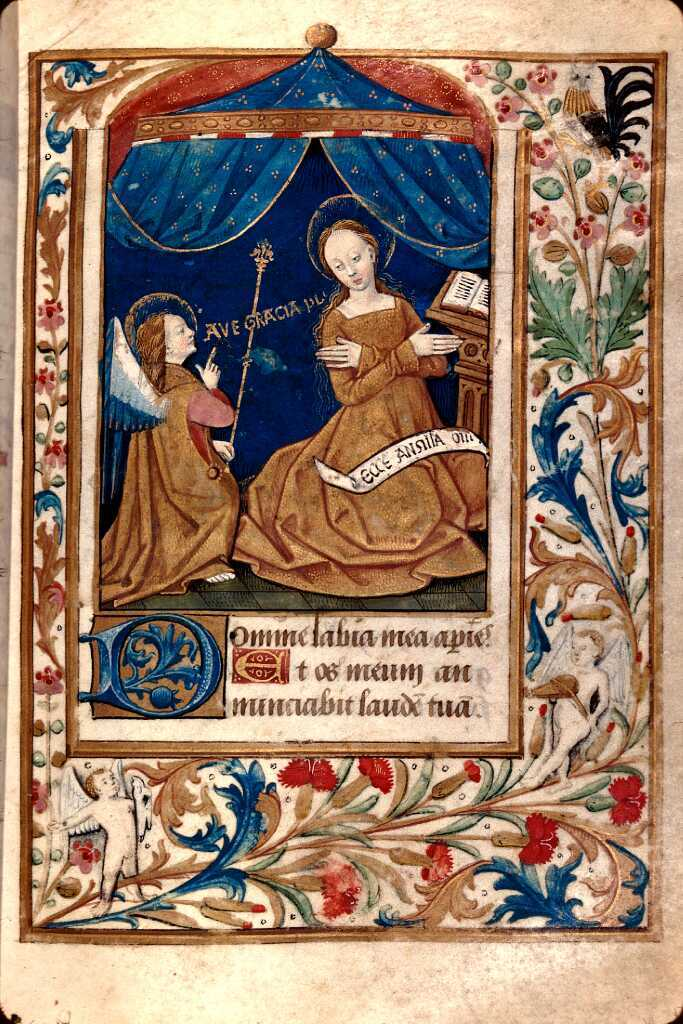
Робіне Тестар і майстерня. «Благовіщення», Бібліотека манускриптів, Безансон
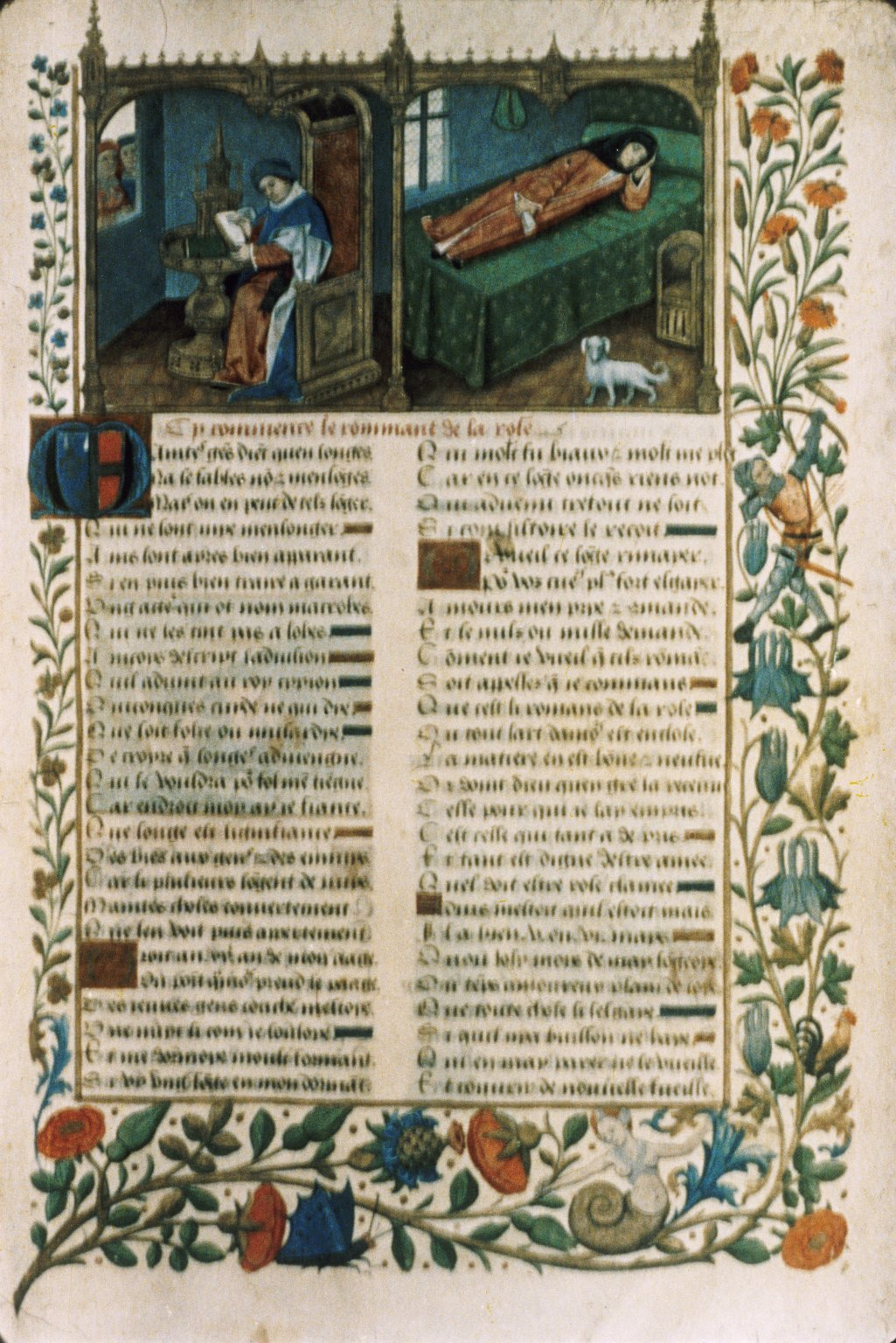
Робіне Тестар і майстерня. «Роман про троянду», сторінка з мініатюрами, Бодлеанська бібліотека
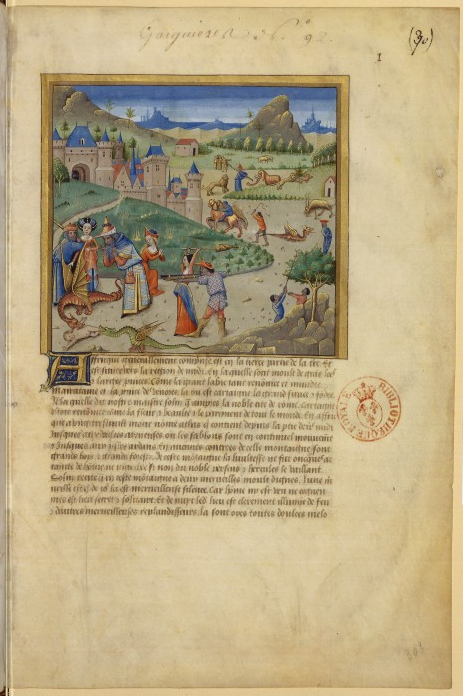
Робіне Тестар і майстерня
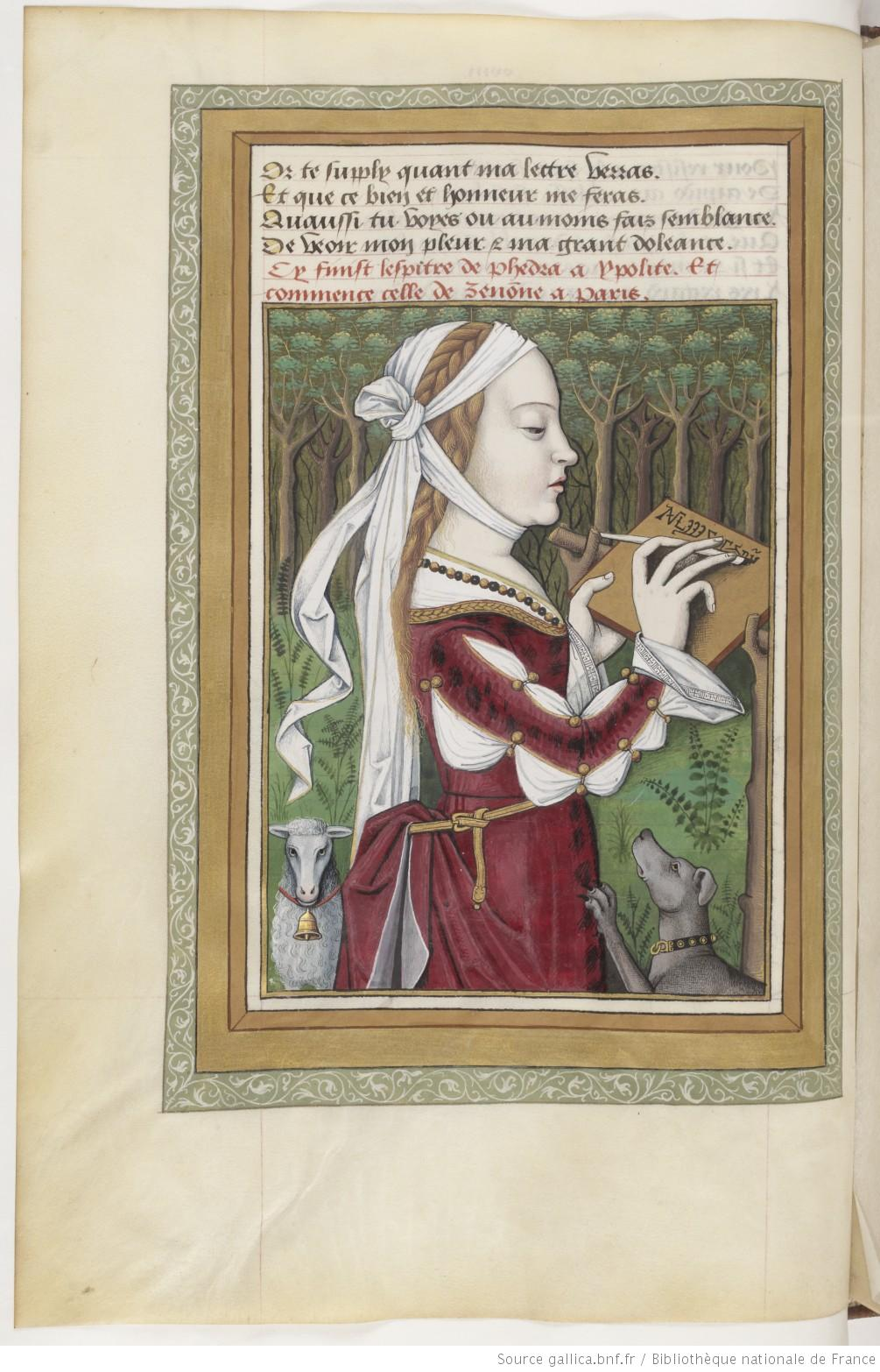
Робіне Тестар і майстерня. Мініатюра до твору Овідія «Листування героїнь минулого»
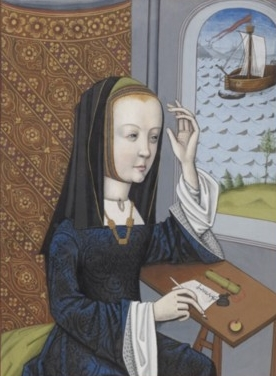
Робіне Тестар і майстерня